# Buket Padang
Buket Padang is een bestuurslaag in het regentschap Aceh Utara van de provincie Atjeh, Indonesië. Buket Padang telt 408 inwoners (volkstelling 2010).